# Marin Iliew

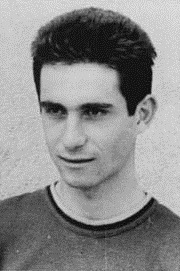
Marin Iliew (1961)

Marin Iliew (bulgarisch Марин Илиев; * 24. Mai 1940) ist ein ehemaliger bulgarischer Radrennfahrer.

## Sportliche Laufbahn
1959 gewann er eine Etappe der Bulgarien-Rundfahrt, die er auf dem 7. Rang der Gesamtwertung beendete. 1963 siegte er erneut auf einem Tagesabschnitt, 1964 gewann er zwei Etappen und wurde Sieger der Bergwertung.
1961 und 1965 fuhr er die Internationale Friedensfahrt, in beiden Rennen schied er vorzeitig aus. Bei den Balkan-Meisterschaften 1973 gewann er die Silbermedaille im Straßenrennen.